# 下大見村
下大見村（しもおおみむら）は静岡県の東部、賀茂郡・田方郡に属していた村である。現在の伊豆市東部、大見川下流域にあたる。

## 地理
- 河川：大見川、年川、大見西川
- 山：巣雲山

## 歴史
- 1889年（明治22年）4月1日 - 町村制の施行により、関野村、上白岩村、下白岩村が合併して賀茂郡下大見村が発足。
- 1896年（明治29年）4月1日 - 郡制の施行により、所属郡が田方郡に変更。
- 1958年（昭和33年）1月1日 - 中大見村・上大見村と合併して中伊豆町が発足。同日下大見村廃止。